# Daniel Cousin
Daniel Cousin (ur. 7 lutego 1977 w Libreville) – reprezentant Gabonu grający na pozycji napastnika.

## Życiorys
Rozpoczynał treningi jeszcze w stolicy Gabonu - Libreville, ale w wieku 20 lat podpisał swój pierwszy profesjonalny kontrakt z drużyną Ligue 2 FC Martigues. Następnie grał w Chamois Niortais FC, a w 2000 roku przeszedł do Le Mans FC. Dopiero w wieku 26 lat zadebiutował w Ligue 1. W roku 2006 wyrósł na czołowego strzelca ekstraklasy. Z dorobkiem 13 goli w klasyfikacji najlepszych snajperów ligi zajął czwarte miejsce, a na dodatek zdobył osiem goli w europejskich pucharach.